# Lets voetbalkampioenschap 1922
In 1922 werd het tweede voetbalseizoen gespeeld van het landskampioenschap van Letland. Kaiserwald volgde zichzelf op als kampioen. Alle clubs waren afkomstig uit de hoofdstad Riga. 

## Eindstand
| Plaats | Club       | Wed. | W | G | V | Saldo | Ptn. |
| ------ | ---------- | ---- | - | - | - | ----- | ---- |
| 1.     | Kaiserwald | 10   | 9 | 0 | 1 | 43-11 | 18   |
| 2.     | JKS        | 10   | 7 | 1 | 2 | 31-7  | 15   |
| 3.     | LJS        | 10   | 4 | 2 | 4 | 18-22 | 10   |
| 4.     | LSB        | 10   | 4 | 2 | 4 | 14-20 | 10   |
| 5.     | Union      | 10   | 2 | 2 | 6 | 11-23 | 6    |
| 6.     | Maccabi    | 10   | 0 | 1 | 9 | 4-38  | 1    |

|  | Kampioen   |
|  | Degradatie |

## Kampioen
| 1922. gada Latvijas čempionāts futbolā |
| Letland                                |
| -------------------------------------- |
| KAISERWALD Kampioen (2° titel)         |